# اوطونيل ارسي
اوطونيل ارسي (بالإسبانية: Othoniel Arce) (8 نوفمبر 1989 في المكسيك - ) هو لاعب كرة قدم مكسيكي في مركز الهجوم. شارك مع منتخب المكسيك تحت 23 سنة لكرة القدم. أما مع النوادي، فقد لعب مع كلوب ليون ونادي باتشوكا ونادي سان لويس ونادي مونتيري.

## وصلات خارجية
- اوطونيل ارسي على موقع إي إس بي إن إف سي (الإنجليزية)
- اوطونيل ارسي على موقع قاعدة بيانات كرة القدم.إي يو (الإنجليزية)
- اوطونيل ارسي على موقع Soccerway.com (الإنجليزية)